# Neró Cèsar
Neró Cèsar (en llatí Nero Caesar Germanicus) va ser el fill gran de Germànic Cèsar i Agripina Major. Tenia 12 anys quan va morir el seu pare a l'any 19.
L'any següent Tiberi el va recomanar al senat per permetre que fos qüestor cinc anys abans de l'edat mínima legal. També va ser pontífex per la mateixa època per concessió de Tiberi, i es va casar amb Júlia Drusa la filla de Drus Menor, el fill de Tiberi. Anteriorment el seu pare l'havia promès a la filla de Silà, però aquest matrimoni mai es va produir que se sàpiga.
A la mort de Drus Menor enverinat per instigació de Sejà l'any 23, Neró va esdevenir l'hereu de l'imperi i com que Sejà, el cap dels pretorians, planejava la seva pròpia successió a l'imperi, Neró va passar a ocupar un lloc perillós igual que el seu germà Drus Cèsar. El suport popular a Neró Cèsar i Drus Cèsar (especialment perquè eren fills del molt estimat Germànic) va alarmar a Tiberi que ho considerà una mostra contra ell, i va començar a conspirar contra ambdós.
La dona de Neró formava part del bàndol de Sejà, ja que la seva mare (la sogra de Neró Cèsar) era l'amant del cap dels pretorians. Drus Cèsar, que no tenia el suport de la seva mare Agripina Major, va ser convençut de participar en els designis de Sejà, que li va assegurar que una vegada mort l'emperador li correspondria la successió. L'any 29 Tiberi va enviar una carta al senat en la que acusava a Agripina Major i al seu fill Neró Cèsar de forma genèrica però sense aportar cap prova, de rebel·lió o deslleialtat. El poble es va manifestar davant el senat cridant que la carta era un invent. El senat va posposar la discussió però l'endemà Tiberi va tornar a presentar els càrrecs. El senat no es va poder oposar més a discutir el tema. Neró va ser declarat enemic de l'estat i enviat a l'illa de Pòntia (Ponça) on va morir de gana. Aquesta és la versió més comuna però també hi ha qui diu que es va suïcidar abans de ser executat.